# 夏川鉄之助
夏川 鉄之助（なつかわ てつのすけ、1917年（大正6年）3月29日 - 2014年（平成26年）3月7日）は、日本の実業家、

## 略歴
- 1917年（大正6年） - 熊次郎の四男として、滋賀県に生まれる。趣味は、囲碁・ゴルフ。
- 1937年（昭和12年） - 彦根高等商業学校卒業、近江絹糸紡績（現・オーミケンシ）入社
- 1958年（昭和33年） - 代表取締役就任
- 1962年（昭和37年） - 常務取締役・専務取締役就任
- 1964年（昭和39年） - 代表取締役社長就任
- 1980年（昭和55年） - 藍綬褒章受章
- 2014年（平成26年）3月7日 - 敗血症で死去、96歳没[1]。

## 参考
- 交詢社 第69版 『日本紳士録』、1986年